# Movimiento Libertario Cubano
Le Movimiento Libertario Cubano (MLC) est un réseau de groupes et d'individus anarchistes cubains exilés ou résidant à Cuba. Avec des sections dans différentes villes du monde, il tente de coordonner les courants distincts qui forment aujourd'hui l'anarchisme cubain. Ce sont des héritiers directs d'une organisation fondée en 1961 dénommée le Mouvement Libertaire Cubain en Exil, qui a modifié son sigles dans les années 90.